# Homoanarta senescens
Homoanarta senescens là một loài bướm đêm trong họ Noctuidae.